# Entímesis
Entímesis (en griego antiguo ἐνθύμησις) es un término utilizado en la literatura mística cristiana de la Baja Edad Media para referirse a la energización intuitiva del intelecto, la entrada de la pasión (thymos o thumos) dentro de uno.

## Historia
La entímesis aparece en los textos del emperador Constantino I como un concepto gnóstico referente a un pensamiento comprensivo de la materia. El gnóstico Valentín la utilizaría, con el sinónimo de Achamoth, como una emanación de Sofía.
El escritor alemán Arno Schmidt eligió este término como título para su historia corta de 1944 Enthymesis oder W.I.E.H.